# Rajd Tatr 1975
Rajd Tatr 1975 (7. Rallye Tatry 1975) – 7. edycja rajdu samochodowego Rajd Tatr rozgrywanego w Czechosłowacji. Rozgrywany był od 27 do 29 września 1975 roku. Rajd był czwartą rundą Rajdowego Pucharu Pokoju i Przyjaźni w roku 1975 oraz piąta runda Rajdowych Mistrzostw Czechosłowacji.

## Klasyfikacja rajdu
| Miejsce                                          | Kierowca               | Pilot                  | Samochód                 | Czas                   | Strata                 |                        |
| Klasyfikacja generalna                           | Klasyfikacja generalna | Klasyfikacja generalna | Klasyfikacja generalna   | Klasyfikacja generalna | Klasyfikacja generalna | Klasyfikacja generalna |
| ------------------------------------------------ | ---------------------- | ---------------------- | ------------------------ | ---------------------- | ---------------------- | ---------------------- |
| 1.                                               | Andrzej Jaroszewicz    | Ryszard Żyszkowski     | Fiat 124 Abarth Rallye   | 2:04:29                | -                      |                        |
| 2.                                               | Błażej Krupa           | Piotr Mystkowski       | Renault 17 Gordini       | 2:08:01                | +3:32                  |                        |
| 3.                                               | Ilia Chubrikov         | Kiro Kirov             | Renault 17 Gordini       | 2:08:49                | +4:20                  |                        |
| 4.                                               | Václav Blahna          | Lubislav Hlávka        | Škoda 120 S              | 2:11:14                | +6:45                  |                        |
| 5.                                               | Stasys Brundza         | Anatoliy Brum          | Moskvich 412             | 2:12:33                | +8:04                  |                        |
| 6.                                               | Leopold Mayer          | Kurt Heissenberger     | Volvo 142 S              | 2:14:02                | +9:33                  |                        |
| 7.                                               | Attila Ferjáncz        | Ferenc Iriczfalvi      | Alpine-Renault A110 1800 | 2:14:12                | +9:43                  |                        |
| 8.                                               | Josef Kopejsko         | Jan Soukup             | Škoda 120 S              | 2:14:14                | +9:45                  |                        |
| 9.                                               | Bengt Lundström        | Fergus Sager           | Toyota Celica            | 2:16:25                | +11:56                 |                        |
| 10.                                              | Vitold Sprukt          | Vladimir Iyevlev       | Moskvich 412             | 2:18:11                | +13:42                 |                        |
| Klasyfikacja RPPiP                               |                        |                        |                          |                        |                        |                        |
| 1.                                               | Andrzej Jaroszewicz    | Ryszard Żyszkowski     | Fiat 124 Abarth Rallye   | 2:04:29                | -                      |                        |
| 2.                                               | Błażej Krupa           | Piotr Mystkowski       | Renault 17 Gordini       | 2:08:01                | +3:32                  |                        |
| 3.                                               | Ilia Chubrikov         | Kiro Kirov             | Renault 17 Gordini       | 2:08:49                | +4:20                  |                        |
| 4.                                               | Václav Blahna          | Lubislav Hlávka        | Škoda 120 S              | 2:11:14                | +6:45                  |                        |
| 5.                                               | Stasys Brundza         | Anatoliy Brum          | Moskvich 412             | 2:12:33                | +8:04                  |                        |
| 6.                                               | Attila Ferjáncz        | Ferenc Iriczfalvi      | Alpine-Renault A110 1800 | 2:14:12                | +9:43                  |                        |
| 7.                                               | Josef Kopejsko         | Jan Soukup             | Škoda 120 S              | 2:14:14                | +9:45                  |                        |
| 8.                                               | Vitold Sprukt          | Vladimir Iyevlev       | Moskvich 412             | 2:18:11                | +13:42                 |                        |
| Klasyfikacja Rajdowych Mistrzostw Czechosłowacji |                        |                        |                          |                        |                        |                        |
| 1.                                               | Václav Blahna          | Lubislav Hlávka        | Škoda 120 S              | 2:11:14                | 0,0                    |                        |
| 2.                                               | Josef Kopejsko         | Jan Soukup             | Škoda 120 S              | 2:14:14                | +3:00                  |                        |